# TOCA Race Driver
TOCA Race Driver (DTM Race Driver en Alemania, Pro Race Driver en Norteamérica y V8 Supercars: Race Driver en Australia) es un videojuego de carreras de 2002 desarrollado y publicado por Codemasters para PlayStation 2, Microsoft Windows y Xbox. Es el cuarto juego de la serie TOCA. Los elementos de carreras del juego continuaron recibiendo críticas positivas y el juego pasó directamente al número uno en las listas de juegos del Reino Unido. Las conversiones de Xbox y PC siguieron en marzo de 2003, con una versión adicional de Xbox lanzada varios meses después a un precio económico que agregó soporte de Xbox Live.

## Jugabilidad y trama
Race Driver llevó el juego en una nueva dirección, ya que el modo de juego principal presentaba una trama (lo que llevó al juego a ser etiquetado como "Car-PG") donde el usuario asumía el papel de un piloto de carreras ficticio llamado Ryan McKane, tratando de hacerse un nombre en una multitud de campeonatos de autos, todo el tiempo bajo la sombra de su hermano mayor más exitoso y atormentado por la muerte de su padre en la pista de carreras (como lo atestiguó Ryan cuando era niño).
El Campeonato Británico de Turismos (TOCA), que da nombre a la serie de juegos, regresó para este juego. El campeonato de la vida real sufrió una transformación después de que la mayoría de los fabricantes se retiraron y el número de espectadores disminuyó, por lo que TOCA pidió a Codemasters que incluyera la serie para aumentar el interés de la audiencia. Sin embargo, el regreso duró poco. Se agregaron muchas pistas y algunas de las pistas "World" no continuaron desde TOCA 3, a pesar de su popularidad, como Watkins Glen y Surfers Paradise. El juego continuó con posiciones aleatorias en la parrilla y sin penalizaciones por mala conducción.

## Recepción
Las versiones de PlayStation 2 y Xbox recibieron críticas "favorables", mientras que la versión para PC recibió críticas "promedio", según el agregador de reseñas Metacritic de videojuegos.
En el Reino Unido, Official UK PlayStation 2 Magazine le dio a la versión de PS2 una puntuación de ocho sobre diez y dijo que era un "corredor ultrarrealista con imágenes superiores"; también lo incluyeron en sus 100 mejores juegos y le otorgaron una medalla de bronce.

## Secuela
Una secuela, TOCA Race Driver 2, se lanzó en abril de 2004 para Windows y Xbox y luego para PlayStation 2 en octubre de 2004. También se lanzaron dos plataformas más: una versión móvil se lanzó solo en Norteamérica en febrero de 2005 y la versión de PlayStation Portable se lanzó solo en Europa en septiembre de 2005. La versión norteamericana también usa el nombre rediseñado Race Driver.
Otra secuela de Race Driver fue lanzada en febrero de 2006.